# Obertaufkirchen
Obertaufkirchen é um município da Alemanha, no distrito de Mühldorf, na região administrativa da Oberbayern, no estado da Baviera.